# Messbuch

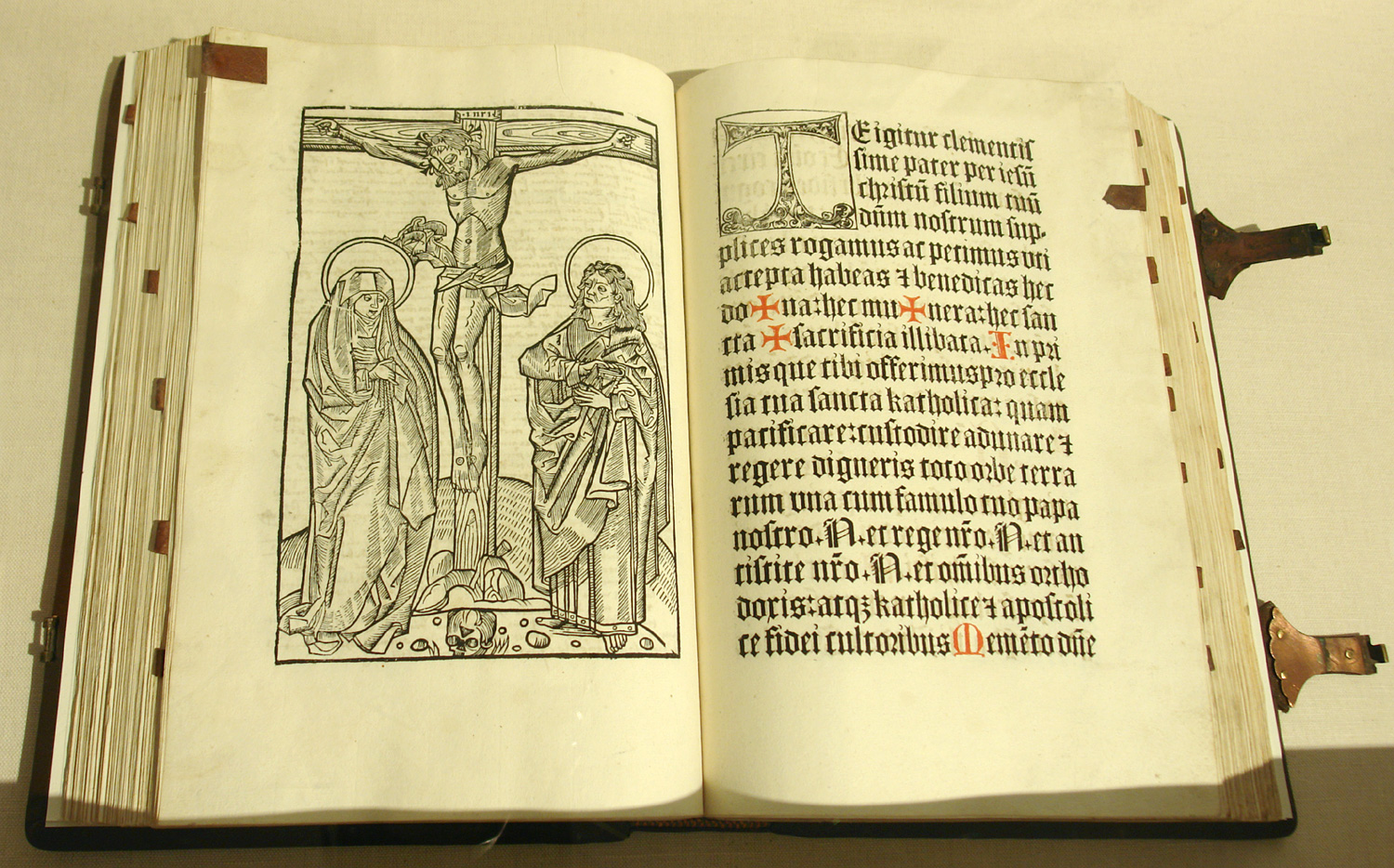
Missale secundum ritum ecclesiae Bremense (1511) im Bremer Dom-Museum

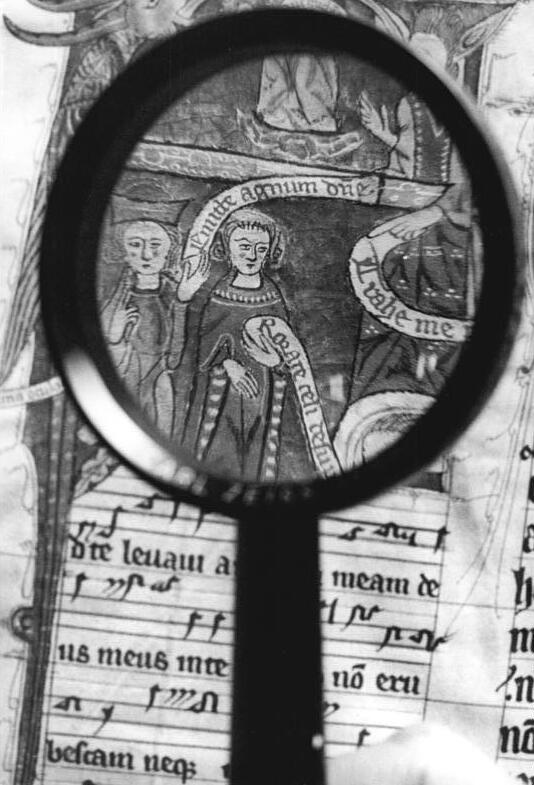
Missale (14. Jh.) aus der Handschriftensammlung der Gothaer Forschungsbibliothek

Ein Messbuch, auch lateinisch Missale (Plural Missalia, Missalien, Missalen) oder Missal (Plural Missale), ist ein liturgisches Buch der lateinischen Kirche und beschreibt den Ordo missae für die Feier der Eucharistie an Sonn-, Fest- und Werktagen.

## Inhalt und Definition
Das Missale enthält vor allem die Messordnung (lateinisch ordo missae), die Gebete, die vom Priester gesungen oder gesprochen werden: Hochgebete mit Präfationen, Tagesgebet, Gabengebet, Schlussgebet, Gebet über das Volk, sowie die gleich bleibenden Texte des Ordinarium Missae: Kyrie eleison, Gloria, Credo, Sanctus, Vater unser, Agnus Dei. Die jeweiligen liturgischen Handlungen werden in den in roter Schrift stehenden Rubriken (von lateinisch ruber ‚rot‘) beschrieben. Die zugehörigen biblischen Schriftlesungen erscheinen im Messbuch selbst und/oder in eigenen liturgischen Büchern, den Lektionaren.
Einzelne Diözesan- und Ordensriten haben eigene Messbücher (z. B. Missale Aboense, Missale Parisiense, Missale secundum ritum ecclesie Bremense). Im Besitz der Christian-Weise-Bibliothek Zittau befinden sich die Zittauer Missalien. Diese Missalia sind aber von Ortstraditionen überformte römische Messbücher; davon zu unterscheiden sind die – von Rom unabhängig – entstandenen Eigenriten von Mailand und Toledo, die freilich im Verlauf der Geschichte auch vom römischen Messbuch beeinflusst worden sind.
In den evangelischen Kirchen heißt das Buch des Liturgen für die Feier des Gottesdienstes „Agende“. In den byzantinisch-orthodoxen Kirchen werden die entsprechenden Bücher als Euchologion, Hieratikon oder Leitourgikon bezeichnet.

## Missale Romanum

### Geschichte
Das Messbuch für den römischen Ritus ist das Missale Romanum in lateinischer und in slawischer Sprache (Manuskript: Berliner Missale Romanum, Erstdruck 1483) sowie in weiteren Sprachen, heute in zahlreichen landessprachlichen Ausgaben gebräuchlich.

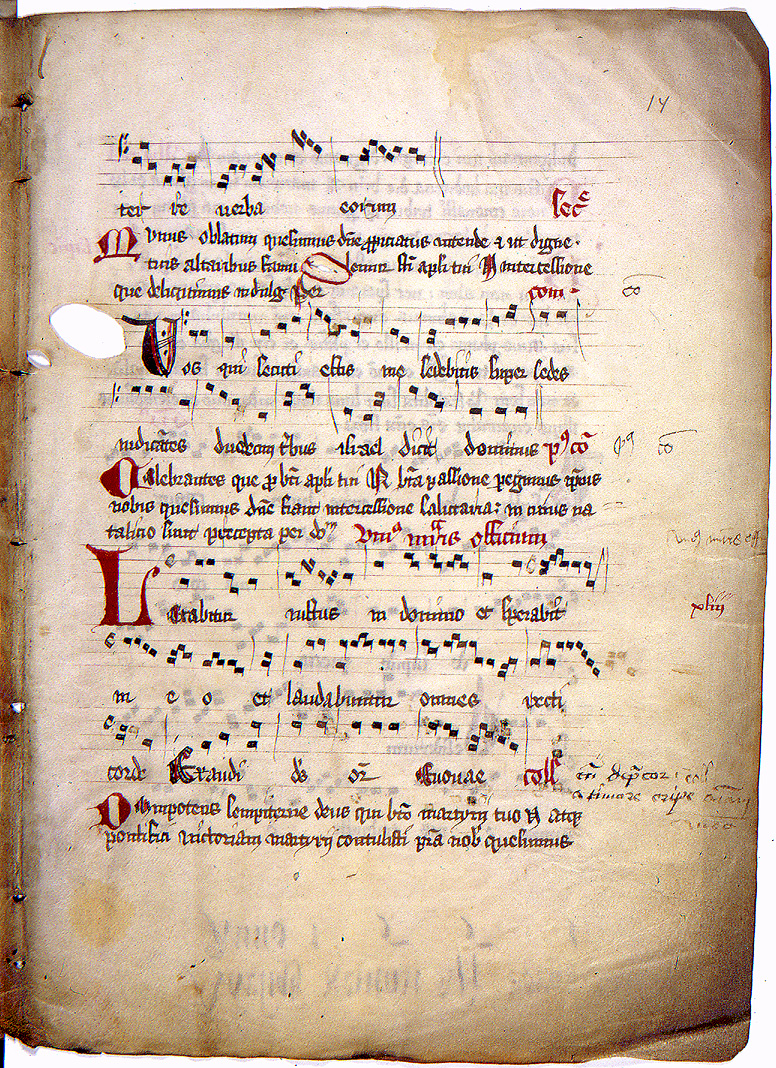
Offertorium, Secreta, Communio, Postcommunio, Introitus, Oratio. Fragment eines Missale aus dem 14. oder 15. Jahrhundert (Helsinki, Universitätsbibliothek)

Messbücher mit den gesamten Texten der heiligen Messe entstanden im Mittelalter, als die Privatmesse (Missa solitaria) verbreitete Praxis in den Klöstern wurde. Es waren Rollenbücher für den zelebrierenden Priester, die nicht nur die Priestergebete, sondern auch die von anderen Mitwirkenden der heiligen Messe verrichteten Gebete und Gesänge enthielten, welche u. a. in Lektionaren und Gradualien aufgeschrieben waren. Die im Hochmittelalter neu entstehenden Bettelorden waren Wanderorden, deren Lebensweise keine Stabilitas loci kannte. Sie legten bei ihrer schnellen Ausbreitung in ganz Europa Wert auf eine einheitliche Liturgie und übernahmen dabei die stadtrömischen Riten und Texte, die sie in viele Länder brachten. Der Ritus Romanus war bald die verbreitetste Liturgieform.
Erstmals gedruckt wurde das Missale Romanum 1474 in Mailand unter dem Titel Missale secundum consuetudinem Romanae Curiae (damals noch ohne Rubricae generales und Ritus servandus). Diese Fassung geht auf das Missale curiae zurück, das heißt auf das um 1220 zusammengestellte Messbuch der päpstlichen Palastkapelle. Die rubrizistischen Vorschriften beruhen ab 1501 auf dem Ordo servandus per sacerdotem in celebratione Missae sine cantu et ministris des Johannes Burckard von 1498 bzw. 1502, also ursprünglich auf einem Ordo missae für Privatmessen.

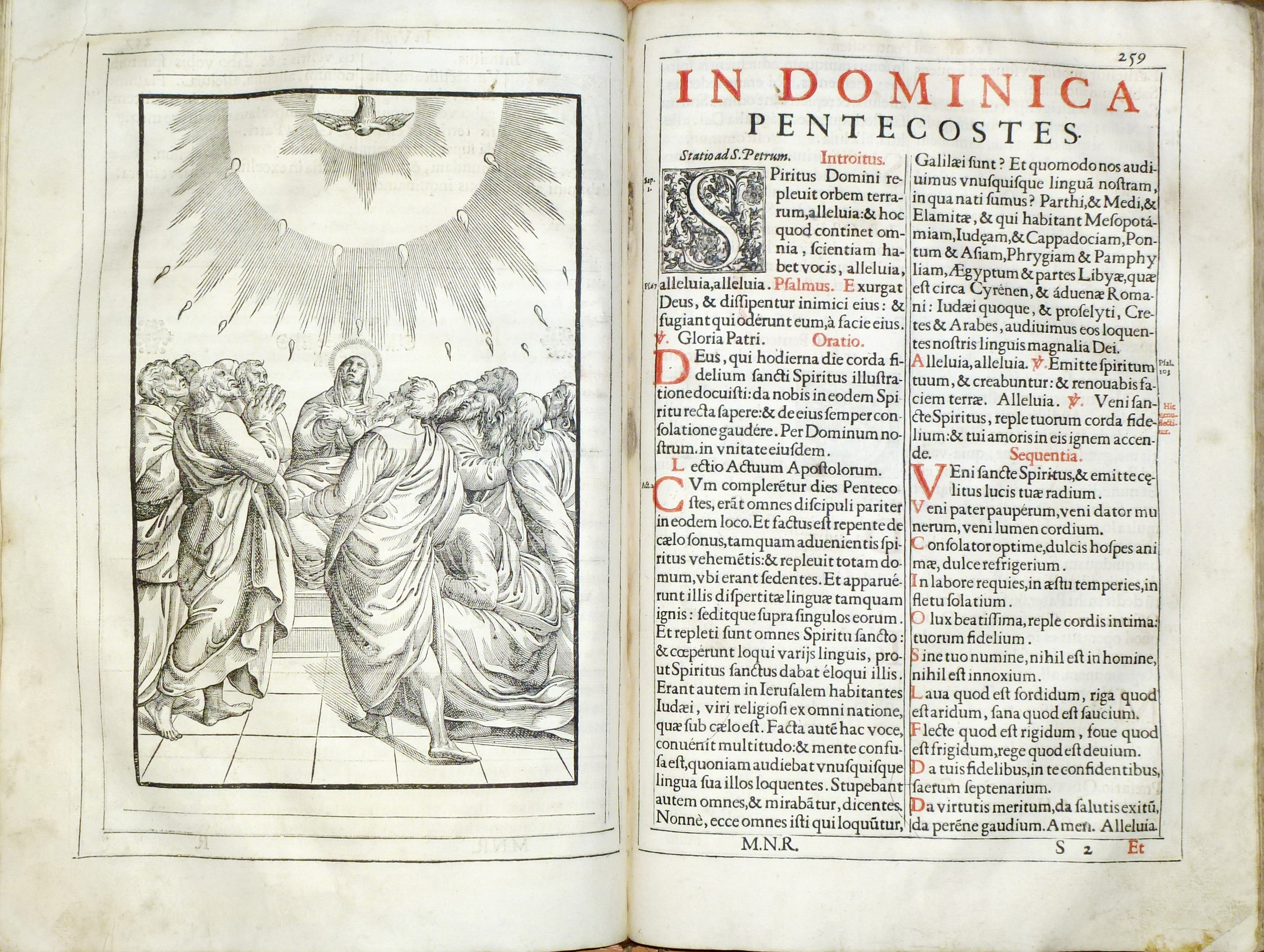
Missale Romanum, 1632

Das Römische Messbuch wurde zwischen dem Konzil von Trient (Tridentinum, 1545–1563) und dem Zweiten Vatikanischen Konzil (1962–1965) immer wieder geändert. Es wurden Anpassungen vorgenommen; so wurden die Texte für neue Feste aufgenommen. Das erste Missale von 1570 sah z. B. eine Kommunion der Gläubigen nicht vor. Doch bald wurde nach der Kommunion des Priesters der Ritus der Krankenkommunion für die Gläubigen eingeschoben. Tiefgreifende Änderungen bewirkte zuletzt die Reform der Karwochenliturgie, die Papst Pius XII. in den 1950er-Jahren vornahm und die ihren Niederschlag auch im Missale Romanum fand. 1959 erschien die 33. Auflage des Missale.
Die letzte Ausgabe des Missale Romanum vor der Liturgiereform des Zweiten Vatikanischen Konzils war die von Papst Johannes XXIII. herausgegebene Editio typica von 1962. Diese Ausgabe (und keine frühere) wurde am 7. Juli 2007 von Papst Benedikt XVI. in seinem Motu proprio Summorum pontificum zum Gebrauch in genau definiertem Rahmen als außerordentliche Form des römischen Ritus wieder zugelassen. Die vierte Sektion der Glaubenskongregation erteilte bis 2021 auch Indulte für den Gebrauch noch früherer Ausgaben der liturgischen Bücher. Seit dem Motu proprio Traditionis custodes von Papst Franziskus (Juli 2021) kann nicht mehr von einer „außerordentlichen Form“ gesprochen werden. Die Feier der heiligen Messe nach dem Missale Romanum von 1962 kann seitdem nur in Ausnahmefällen vom zuständigen Ortsbischof genehmigt werden.

### Das gegenwärtige Missale Romanum
Das Zweite Vatikanische Konzil beschloss eine Liturgiereform, die zu einem erneuerten Missale Romanum (Erstausgabe 1970) führte; es wurde durch Papst Paul VI. mit der Apostolischen Konstitution Missale Romanum am 3. April 1969 promulgiert und wird daher auch „Missale Pauls VI.“ genannt. Es liegt in lateinischer Sprache vor und bildet die Grundlage für die muttersprachlichen Bearbeitungen. Die Bestimmungen der Konstitution Missale Romanum traten am 30. November 1969, dem 1. Sonntag im Advent, in Kraft, die neue lateinische Editio typica erschien am 26. März 1970.
Vorläufer für die deutsche Fassung war eine 1965 erschienene Vorausausgabe („1965er-Ritus“), der von 1971 bis 1973 „Studientexte“ folgten. 1975 erschien das endgültige deutsche „Meßbuch“.
Das Missale von 1970 bietet deutlich mehr Texte zur Auswahl als die früheren Ausgaben, so etwa 90 Präfationen (statt 11 im Missale von 1570, zu denen im 20. Jahrhundert weitere fünf hinzugefügt worden waren) und vier eucharistische Hochgebete. Die neuen Texte sind nur zum kleineren Teil Neuschöpfungen, sondern es wurden in großem Umfang zum Teil sehr alte Texte wiederaufgenommen. Neu ist, dass die Feier der Gemeindemesse die Grundform der heiligen Messe darstellt, die die stille Messe oder Lesemesse ablöste, die spätestens seit dem Beginn der Neuzeit die Grundform darstellte. Das vorher vorherrschende Leitbild  einer „Klerusliturgie“, das ideale Verhältnisse, einen Chor und eine Vielzahl liturgischer Rollen vorausgesetzt hatte und ohne mitfeiernde Gemeinde auskam, war vielfach nicht mehr praktiziert worden.
Dem Missale von 1970 wurde die für Feier und Verständnis der Messfeier wichtige Institutio Generalis Missalis Romani (IGMR) vorangestellt (3. Ausgabe 2002). Ihre deutsche Fassung heißt Allgemeine Einführung in das Römische Messbuch (AEM), künftig Grundordnung des Römischen Messbuches (GORM). Außerdem findet man darin die Normae universales de anno liturgico et de calendario, verdeutscht unter dem Titel Grundordnung des Kirchenjahres und des römischen Generalkalenders. Die Institutio Generalis Missalis Romanae ist kein rubrizistischer Text, sondern eine theologische Messerklärung, die als „Handbuch der Theologie der Eucharistie“ angesehen werden kann. Nach Einschätzung des Liturgiewissenschaftlers Angelus Häußling OSB ist damit das Missale kein reines „Klerusbuch“ mehr, sondern das wichtigste Gebetbuch aller katholischen Christen.
Der Aufbau des Missale ist ähnlich wie der der Vorgänger: In der Mitte des Buches stehen weiterhin der Ordo missae, die Texte des Gesamtablaufs der heiligen Messe mit den Rubriken und den Texten des Ordinariums sowie die wichtigsten Präfationen. Voraufgehen die Propriumstexte der Zeiten im Kirchenjahr (Proprium de tempore) in zeitlicher Reihenfolge, beginnend mit dem Advent und endend mit den Sonntagen im Jahreskreis. Auf den Ordo missae folgen die Propriumstexte für die Heiligenfeste (Proprium de Sanctis), die allgemeinen Heiligenmessen (Commune-Messen) und Messformulare zu bestimmten Anlässen und Gelegenheiten (traditionell Votivmessen genannt).
Die deutschsprachige Ausgabe (1975) des erneuerten Missale Romanum führt den Titel Die Feier der heiligen Messe und besteht (wie sein lateinisches Vorbild) aus zwei Teilen:
1. dem Buch für die Hand des zelebrierenden Priesters (Sacerdos celebrans): Meßbuch für die Bistümer des deutschen Sprachgebietes; es enthält viele Texte auch in lateinischer Sprache und lehnt sich im Aufbau an die Gliederung der lateinischen Editio typica an;
2. dem Buch mit den biblischen Texten für den Wortgottesdienst der Messfeier: Meßlektionar für die Bistümer des deutschen Sprachgebietes.

Eine dritte Editio typica des erneuerten lateinischen Missale Romanum erschien 2002 unter Papst Johannes Paul II. Einer gemäß der Übersetzerinstruktion Liturgiam authenticam des Heiligen Stuhls von 2001 engstens an den lateinischen Wortlaut angelehnten Revision des deutschsprachigen Messbuchs verweigerten die zuständigen Bischofskonferenzen Deutschlands, Österreichs und der Schweiz im Sommer 2013 die Approbation. Dies folgte aus dem Umstand, dass der ebenfalls auf der Grundlage von Liturgiam authenticam erstellte Ritualefaszikel Die kirchliche Begräbnisfeier in den Bistümern des deutschen Sprachgebietes. Zweite authentische Ausgabe (2009) nach Scheitern in der gottesdienstlichen Realität durch ein um den Untertitel Manuale erweitertes Buch gleichen Titels ersetzt werden musste, das 2012 im Auftrag allein der genannten Bischofskonferenzen publiziert wurde.
Was die Bebilderung der nach dem Zweiten Vatikanischen Konzil herausgegebenen Messbücher betrifft, so sind die lateinischen und volkssprachlichen Ausgaben vor 2002 nur wenig illustriert, meist mit schwarz-weißen Bildern, oder ganz auf den Text konzentriert wie in Deutschland und Frankreich. Seit 2005 sind viele Ausgaben der Editio typica tertia farbig illustriert, besonders im englischen Sprachraum.

### Volksmessbücher
Im deutschen Sprachraum erschienen ab dem Ende des 19. Jahrhunderts zweisprachige „Volksmessbücher“ im Rahmen der liturgischen Bewegung. Diese Volksmessbücher sollten den Laien eine bewusstere Mitfeier der heiligen Messe und des Kirchenjahres ermöglichen.
Am verbreitetsten war der „Schott“, erstmals 1884 von dem Benediktiner P. Anselm Schott herausgegeben unter dem Titel „Das Meßbuch der heiligen Kirche“. Der „Schott“ wurde dann in zahlreichen Auflagen als „Das vollständige Römische Meßbuch, lateinisch und deutsch, mit allgemeinen und besonderen Einführungen im Anschluß an das Meßbuch von Anselm Schott O.S.B. herausgegeben von Mönchen der Erzabtei Beuron“ als Volltext oder in Teilausgaben. Zwischen 1927 und 1972 erschien ferner das Lateinisch-Deutsches Volksmeßbuch – das vollständige römische Messbuch für alle Tage des Jahres, mit Erklärungen und einem Choralanhang von P. Urbanus Bomm.
In dieser Tradition sieht sich das Volksmissale. Das vollständige römische Messbuch nach der Ordnung von 1962 Lateinisch/Deutsch. Priesterbruderschaft St. Petrus e. V. - Verein St. Petrus, Opfenbach 2017 von Martin Ramm FSSP, das nicht mehr dem  „einzigen Ausdruck der lex orandi des Römischen Ritus“ entspricht und eine Form der Liturgie bietet, die nur unter eng gefassten Auflagen mit Erlaubnis des Ortsbischofs und nicht mehr in Pfarrkirchen gefeiert werden darf.
Auch das 1928 erstmals erschienene Heft Kirchengebet bot die Texte des Ordinariums der heiligen Messe. Diese Veröffentlichungen förderten die von Papst Pius X. angeregte tätige Teilnahme (Participatio actuosa) von Laien an der Liturgie und begünstigten die verschiedenen Formen der Gemeinschaftsmesse, die ab den 1920er-Jahren entstanden.

### Heutige Ausgaben

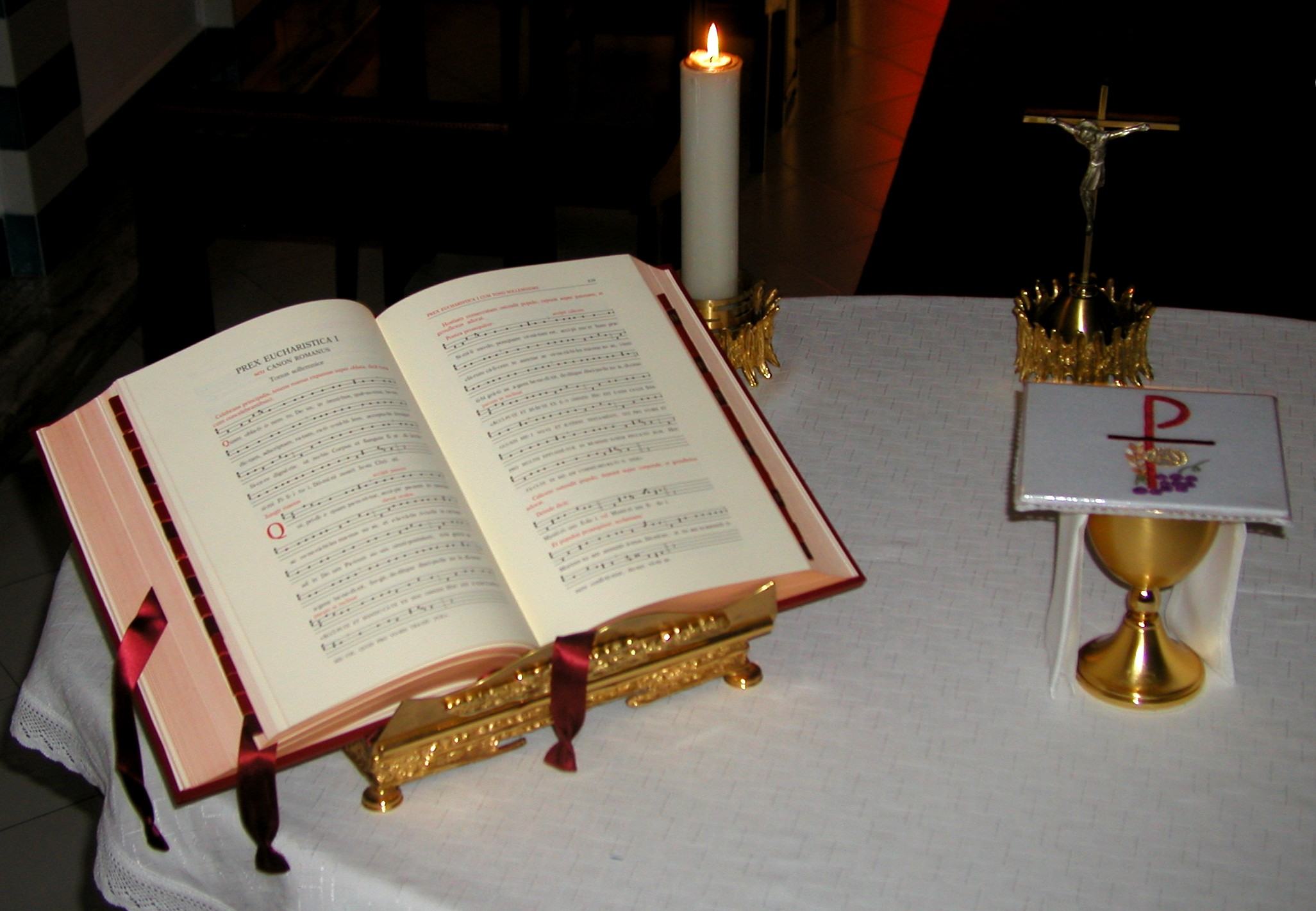
Missale Romanum Papst Pauls VI. (lateinisch), 1970

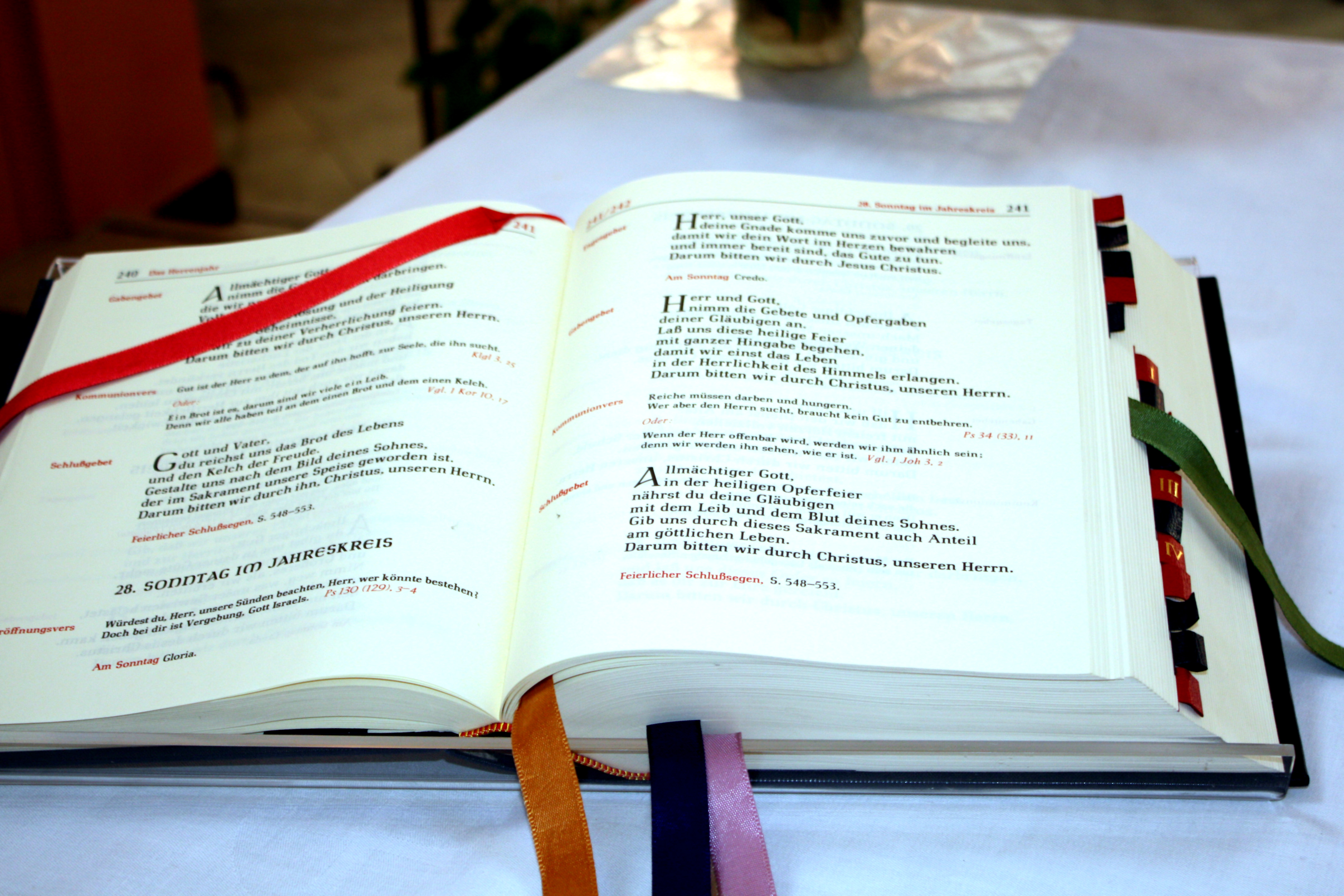
Messbuch für die Bistümer des deutschen Sprachgebietes

- Missale Romanum ex decreto Sacrosancti Oecumenici Concilii Vaticani II instauratum auctoritate Pauli PP. VI promulgatum. Editio typica. Typis Polyglottis Vaticanis 1970; Editio typica altera 1975; Editio typica tertia (Ioannis Pauli PP. II cura recognitum) 2002.
- Missale Romanum ex decreto … promulgatum. Lectionarium. 3 vol. Typis Polyglottis Vaticanis 1970–1972. 2. Ausgabe: 1981.
- Die Feier der heiligen Messe. Meßbuch für die Bistümer des deutschen Sprachgebietes. Authentische Ausgabe für den liturgischen Gebrauch. Teil I: Die Sonn- und Feiertage deutsch und lateinisch. Die Karwoche deutsch. Teil II: Das Meßbuch deutsch für alle Tage des Jahres außer der Karwoche. Einsiedeln u. a. 1975; 2. Aufl. 1988.
- Die Feier der heiligen Messe. Meßbuch. Für die Bistümer des deutschen Sprachgebietes. Authentische Ausgabe für den liturgischen Gebrauch. Karwoche und Osteroktav. Ergänzt um die Feier der Taufe und der Firmung sowie die Weihe der Öle. Solothurn u. a. 1996.
- Die Feier der heiligen Messe. Meßlektionar für die Bistümer des deutschen Sprachgebietes. Authentische Ausgabe für den liturgischen Gebrauch. 8 Bde. Einsiedeln u. a. 1982–1986.

### Sonderformen
Papst Benedikt XVI. veröffentlichte am 7. Juli 2007 das Motu proprio Summorum Pontificum, in dem er unter anderem die Messfeier nach dem Missale Romanum von 1962 (ohne die Neufassung der Messordnung von 1965) als Sonderform (lateinisch: forma extraordinaria) der Messfeier im römischen Ritus in gewissen Grenzen zulässt; es trat am 14. September 2007, dem Fest Kreuzerhöhung, in Kraft und ersetzt die unter Papst Johannes Paul II. getroffenen Regelungen von „Quattuor abhinc annos“ und „Ecclesia Dei“, die zuvor die Zelebration nach dem Missale Romanum von 1962 regelten.
In einem Begleitbrief stellte Benedikt XVI. klar, „dass selbstverständlich das von Papst Paul VI. veröffentlichte und dann in zwei weiteren Auflagen von Johannes Paul II. erneut herausgegebene Missale die ordentliche Form – die forma ordinaria – der Liturgie der heiligen Eucharistie ist und bleibt.“ Die letzte dem Konzil vorausgehende Fassung des Missale Romanum, die unter der Autorität von Papst Johannes XXIII. 1962 promulgiert wurde (1962er-Ritus), könne demgegenüber als forma extraordinaria („Sonderform“) der liturgischen Feier Verwendung finden. Weiterhin stellte er fest, dass es nicht angebracht sei, von diesen Fassungen des Römischen Messbuches als von „zwei Riten“ zu sprechen. Es handle sich vielmehr um einen zweifachen Usus („Brauch, Gewohnheit“) ein und desselben Ritus.
Für die Anglikaner in voller Gemeinschaft mit der Kirche Roms wurde nach einigen Provisorien 2015 ein eigenes Missale in mutterkirchlicher Tradition (Book of Common Prayer) publiziert: „Divine Worship: The Missal“. Sein Gebrauch ist im „Anglican Use“ (alias: „Ordinariate Use“) seit 2016 obligatorisch.

## Missale Ambrosianum und Missale Hispano-Mozarabicum
Die Kirchen von Toledo und Mailand können zwar auch dem römischen Ritus folgen und das Missale Romanum (in der lateinischen Ursprungs- und in der angepassten landessprachlichen Version) benutzen; sie besitzen daneben einen auf Spätantike und Frühmittelalter zurückgehenden Eigenritus.
Die Kirche von Toledo pflegt den mozarabischen, die von Mailand den ambrosianischen Ritus, auch altspanische bzw. Mailänder Liturgie genannt. Beide wurden im Laufe der Entwicklung, freilich in unterschiedlicher Stärke, vom Missale Romanum nachhaltig beeinflusst, im Gefolge des Zweiten Vatikanischen Konzils jedoch in einer eigenen Liturgiereform gründlich erneuert.

### Heutige Ausgaben
- Missale Hispano-Mozarabicum (hg. von der spanischen Bischofskonferenz und dem Erzbischof von Toledo). Barcelona 1991.
- Messale Ambrosiano (hg. vom Erzbischof von Mailand, Giovanni Kardinal Colombo). Mailand 1976 (zwei Bdd.).

## Historische Missalia
| Abbildung | Bezeichnung                                     | Entstehungszeit                                       | Entstehungsort                     | Anmerkungen                                                                 |
|           | Stowe Missal                                    | um 750                                                | Irland                             | einziges erhaltenes keltisches Missale                                      |
|           | Missale von Silos                               | 1151                                                  | Nájera, Spanien                    | ältestes erhaltenes christliches Buch aus Papier                            |
|           | Missale Scarense                                | um 1150/1160                                          | England oder Nordwestfrankreich    | älteste in Schweden erhaltene Handschrift                                   |
|           | Stammheimer Missale                             | um 1170/1180                                          | wahrscheinlich Hildesheim          |                                                                             |
|           | Semeca Missale                                  | 1241–1245 Historische Missalia                        | Halberstadt                        |                                                                             |
|           | Winterbach-Missale                              | um 1320/30                                            | Köln, St. Klara                    | Darmstadt, Hessische Landes- und Hochschulbibliothek, Hs. 874               |
|           | Missale aus St. Severin                         | um 1325–1350, erweitert um 1485 und im frühen 16. Jh. | Köln, St. Severin                  | Darmstadt, Hessische Landes- und Hochschulbibliothek, Hs. 876               |
|           | Missale von Fürst Novak                         | 1368                                                  |                                    | kirchenslawisch in glagolitischer Schrift                                   |
|           | Missale glagoliticum Hervoiae ducis Spalatensis | 1404                                                  | Split                              | kirchenslawisch in glagolitischer Schrift                                   |
|           | Böhmisches Missale                              | 1410                                                  | Prag?                              |                                                                             |
|           | Lausitzer Missale                               | 1435                                                  | Zittau?                            |                                                                             |
|           | Missale des Priesters Mavra                     | 1460                                                  | Vrbnik, Dalmatien                  | kirchenslawisch in glagolitischer Schrift                                   |
|           | Missale secundum consuetudinem Romane Curie     | 1474                                                  | Mailand                            | Missale für den römischen Ritus, Buchdruck                                  |
|           | Missale speciale (früher Constantiense)         | nach 1473                                             | Basel                              |                                                                             |
|           | Missale Parisiense                              | 1481                                                  | Paris                              | für die Erzdiözese Paris, weitere Drucke 1487, 1504, 1539, 1555, 1585, 1602 |
|           | Missale Romanum Glagolitice                     | 1483                                                  | Venedig? oder Kosinj?              | kirchenslawisch in glagolitischer Schrift                                   |
|           | Missale Slesvicense                             | 1486                                                  | Schleswig                          | für Dänemark                                                                |
|           | Missale Aboense                                 | 1488                                                  | Lübeck                             | für Finnland                                                                |
|           | Lausitzer Missale                               | 1500                                                  | Zittau?                            |                                                                             |
|           | Missale secundum ritum ecclesie Bremense        | 1511                                                  | Bremen                             | für Erzdiözese Bremen                                                       |
|           | Missale Coloniense                              | 1520                                                  | Skriptorium der Kölner Kreuzherren | Köln, Erzbischöfliche Diözesan- und Dombibliothek, Frühdruck 217            |